# 390-es busz
A 390-es jelzésű regionális autóbusz Veresegyházon, a Misszió Eü. Központ és Revetek között közlekedett, egy irányban. A járatot a Volánbusz üzemeltette.

## Története
A busz 2015. augusztus 1-jétől közlekedett részben a korábbi 2158-as busz vonalán. A 2018/19-es menetrendváltás bevezetésével 2018. december 8-án megszűnt.

## Megállóhelyei
| 0  | Misszió Eü. Központ induló végállomás |                                                                                |
| 2  | Fogászati rendelő                     | 391, 392, 393, 394                                                             |
| 3  | Templom                               | 391, 392, 393, 394, 396, 397, 398, 399, 450, 452, 454, 455                     |
| 4  | Általános iskola                      | 318, 319, 391, 392, 393, 394, 396, 397, 398, 399, 450, 451, 452, 453, 454, 455 |
| 5  | Újiskola utca                         | 391, 392, 393, 394                                                             |
| 6  | Templom                               | 391, 392, 393, 394, 396, 397, 398, 399, 452, 454, 455                          |
| 7  | Bokréta utca                          |                                                                                |
| 8  | Kútfő utca                            |                                                                                |
| 9  | Levendula utca                        |                                                                                |
| 10 | Fodormenta utca                       |                                                                                |
| 11 | Vicián utca                           |                                                                                |
| 12 | Adótorony                             |                                                                                |
| 13 | Búzavirág utca                        |                                                                                |
| 14 | Lévai utca 40.                        |                                                                                |
| 15 | Lévai utca 12.                        |                                                                                |
| 18 | Általános iskola                      | 318, 319, 391, 392, 393, 394, 396, 397, 398, 399, 450, 451, 452, 453, 454, 455 |
| 19 | Újiskola utca                         | 391, 392, 393, 394                                                             |
| 20 | Templom                               | 391, 392, 393, 394, 396, 397, 398, 399, 450, 452, 454, 455                     |
| 21 | Fogászati rendelő                     | 391, 392, 393, 394                                                             |
| 22 | Gyermekliget utca                     | 391, 392, 393, 394                                                             |
| 23 | Misszió Eü. Központ érkező végállomás | 391, 392, 393, 394                                                             |